# Gabriele Votava
Gabriele Votava (* 18. März 1956 in Wien) ist eine österreichische Politikerin (SPÖ). Sie war von März 2003 bis März 2019 Bezirksvorsteherin des 12. Wiener Gemeindebezirks Meidling.

## Leben
Votava trat 1977 in den Dienst der Gemeinde Wien und war in der Folge als Verwaltungsbeamtin tätig. Von 1984 bis 1994 arbeitete sie im Büro der Geschäftsgruppe Finanzen- und Wirtschaftspolitik und war zuletzt Büroleiterin von Vizebürgermeister Hans Mayr. 1994 wechselte sie in die Präsidialabteilung von Bürgermeister Michael Häupl und war bis 2003 als Leiterin des Referates für Bürgerservice aktiv. 
Votava trat 1975 der SPÖ bei und war in der Jungen Generation der SPÖ-Meidling aktiv. 1990 wurde sie Mitglied des Bezirksvorstandes der SPÖ-Meidling, zwischen 1991 und 2003 wirkte sie als Bezirksrätin und Klubobfrau des Klubs der Sozialdemokratischen Gemeinde- und Bezirksvertreter. 
Am 20. März 2003 übernahm sie das Amt der Bezirksvorsteherin in Meidling, am 29. März 2019 folgte ihr Wilfried Zankl in dieser Funktion nach.